# تعددية عرقية
التعددية الإثنية أو التعددية العرقية هي التعددية الثقافية في نظرية اليمين الأوروبي الجديد، والتي تتناقض مع التعددية الثقافية الليبرالية. ويعتبر «التباين الثقافي» هو وجهة النظر التي تفيد أن الثقافات تربط بشكل واضح بين الكيانات وإحد المواقع الجغرافية المحددة. ومن هذا المنطلق يتخذ التنوع الثقافي العالمي شكل فسيفساء ثقافية مع عدد وافر من الثقافات المتنوعة المنفصلة بشكل واضح مع وجود حدود صارمة بينها.
تستخدم التعددية الثقافية مفهوم التباين الثقافي للتأكيد على «حق الإختلاف» وتجادُل من أجل السياسات الإقليمية الخاصة بالإنفصالية العرقية والإنفصالية العنصرية، ولكن تؤكد على أنه يجب النظر إلى كل جماعة إثنية وجماعة عرقية على قدم المساواة مع ما يتلاءم معها. وتحظى وجهة النظر اليمينية هذه بشأن الثقافة والعرقية والإثنية بشعبية متزايدة في الخطاب الأيديولوجي الخاص بجماعات كثيرة من التيار اليميني واليمين المتطرف في أوروبا منذ سبعينيات القرن الماضي، وقد توغلت في الخطاب الخاص بيسارية ما بعد الحداثة (على سبيل المثال: ما ورد في صحيفة تيلوس).
إن الفيلسوف آلان دو بينوا مؤسس اليمين الفرنسي الجديد (اليمين الجديد)، والذي يعد في طليعة مؤيدي التعددية الإثنية، يزعم أن ثقافات الشعوب الأصلية في أوروبا تتلاشى، ويشعر أن قومية الدول الأوروبية التي تستند إلى التعددية الإثنية و«التعددية الإقليمية» من شأنها أن تكون هي السبيل لوقف ذلك.
ويقول ألبيرتو سبيكتورووسكي، اختصاصي العلوم السياسية، إن الاختلاف الثقافي الذي يعارضه اليمين الأوروبي الجديد فيما يتعلق بالتفوق العنصري، يؤدي بالتحديد إلى النفوذ الأوروبي والتفوق التكنولوجي. ويقول كذلك إن الإستراتيجية الإثنية الإقليمية تسهم في الرؤية الإقصائية لليمين الخاصة بالتجانس الثقافي لأوروبا، وأن تكون خالية من المهاجرين وقوية من الناحية الاقتصادية.